# Bob Graham (homme politique)
Pour les articles homonymes, voir Bob Graham (homonymie).
Daniel Robert Graham, dit Bob Graham, né le 9 novembre 1936 à Coral Gables (Floride) et mort le 16 avril 2024 à Gainesville (Floride), est un homme politique américain.
Membre du Parti démocrate, il est gouverneur de Floride entre 1979 et 1987, puis sénateur au Congrès des États-Unis de 1987 à 2005. Candidat à la nomination démocrate pour l'élection présidentielle en 2004, il retire sa candidature avant le début des primaires. Connu pour son rejet précoce de la guerre d'Irak, Graham devient en 2010 co-président de la National Commission on the BP Deepwater Horizon Oil Spill and Offshore Drilling établie par le président Barack Obama à la suite du scandale lié à l'explosion de la plate-forme pétrolière Deepwater Horizon.

## Biographie
Diplômé de l'université de Floride et de l'université Harvard, Bob Graham est élu à la Chambre des représentants de Floride de 1966 à 1970, puis au Sénat de Floride de 1970 à 1978 — son père Ernest Graham y siégeant de 1937 à 1944. Il défait les républicains Jack Eckerd en 1978 (55,5 % contre 44,4 % des voix) et Skip Bafalis en 1982 (64,7 % contre 35,3 % des voix) pour le poste de gouverneur de Floride, fonction dans laquelle il succède au démocrate Reubin Askew, qui ne peut se représenter.
Lors des élections de 1986 au Sénat des États-Unis, il bat la sortante Paula Hawkins avec 54,7 % des suffrages. Il démissionne trois jours avant la fin de son mandat de gouverneur pour devenir sénateur, laissant le reste de son mandat à son lieutenant-gouverneur Wayne Mixson. Graham est réélu en 1992 (65,4 %) et 1998 (62,5 % face au futur gouverneur Charlie Crist) avant de choisir de ne pas se représenter en 2004. Le républicain Mel Martínez lui succède.
Entre 2010 et 2011, il co-préside la National Commission on the BP Deepwater Horizon Oil Spill and Offshore Drilling. La même année, il publie un roman intitulé The Keys to the Kingdom. Il est le père de Gwen Graham, élue à la Chambre des représentants des États-Unis de 2015 à 2017 et candidate à la nomination démocrate pour le poste de gouverneur de Floride en 2018.